# ستیغ شنوایی
سِتیغ شنوایی یا کریستا آکوستیکا (انگلیسی: Crista acustica) (که اندام زیبولد هم نامیده شده) بخشی از اندام شنوایی در ساق پای برخی حشرات مانند ملخ‌ها، جیرجیرک‌ها و جیرجیرک‌های بیشه است.
این اندام از تعدادی سلول حسی تشکیل شده که به شکل یک ستیغ در بالای لوله‌ای توخالی (نای) در پای حشره قرار دارند.
ستیغ شنوایی یکی از سه اندام حساس به ارتعاش در حشرات است که به آنها اندام‌های ریسمان‌لرزشی chordotonal organs می‌گویند. این اندام‌ها در واقع مجموعه‌ای از سلول‌های حسی به نام خارچه هستند که به ارتعاشات حساس‌اند. این سلول‌ها به لوله‌ای در پای حشره متصل هستند و با لرزش لوله، آنها نیز می‌لرزند.
در ستیغ شنوایی، هر خارچه به بسامد خاصی از ارتعاش حساس است. خارچه‌های نزدیک به مرکز ستیغ به بسامدهای پایین و خارچه‌های دورتر به بسامدهای بالا حساس هستند. این چیدمان منظم به حشره امکان می‌دهد تا فرکانس‌های مختلف را تشخیص دهد، شبیه به عملکرد گوش داخلی در پستانداران.